# Zamek Pfalzgrafenstein
Zamek Pfalzgrafenstein – warowny zamek usytuowany na wyspie Falkenau, otoczonej wodami Renu. Wyspa ta znajduje się w pobliżu miasta Kaub (Nadrenia-Palatynat, Niemcy). Wchodzi w skład doliny Środkowego Renu – wielkiego zespołu warownych zamków położonych pomiędzy Bonn a Bingen am Rhein.

## Dzieje
Zamek został wzniesiony w 1326 lub 1327 przez ówczesnego króla, a następnie cesarza rzymskiego Ludwika IV Bawarskiego z dynastii Wittelsbachów, który był znany także z innych fundacji na terenie Środkowej Nadrenii. Najstarszą częścią zamku jest pięciokątna wieża-donżon oraz przylegające do niej przybudówki. Otaczający zamek mur i zabudowania tworzące plan sześcioboku powstały w latach 1338–1340. W roku 1477 Pfalzgrafenstein przeszedł w ręce książąt Katzenelnbogen.
W dobie baroku podjęto decyzję o rozbudowaniu dawnej warowni według ówczesnych kryteriów budownictwa obronnego. W 1607 i 1755 powstały narożne wieżyczki, stanowiska strzelnicze i wysunięty na północ bastion. Wieża-donżon została zwieńczona kopulastym hełmem z latarnią.
Oprócz funkcji stricte obronnych zamek był punktem pobierania ceł za żeglugę po Renie. Ponadto warowania była zintegrowana z usytuowanym przy prawym brzegu Renu zamkiem Gutenfels i warownym miastem Kaub, które razem tworzyły wspólny system obronny (połączony także lochami), w celu ułatwienia interwencji przeciwko handlowcom, którzy nie uiścili opłaty celnej. Statki odmawiające zapłacenia cła kierowano do specjalnie przygotowanego brzegu, gdzie je cumowano, a handlarzy więziono w lochach. Zamek uniknął zniszczeń wojennych, natomiast był ofiarą licznych powodzi.
Podczas wojen napoleońskich wyspa wraz zamkiem była miejscem przejścia 60 000-tysięcznego oddziału pruskiej armii dowodzonej przez Blüchera, podczas zwycięskiej kampanii przeciwko Napoleonowi w 1814 r.

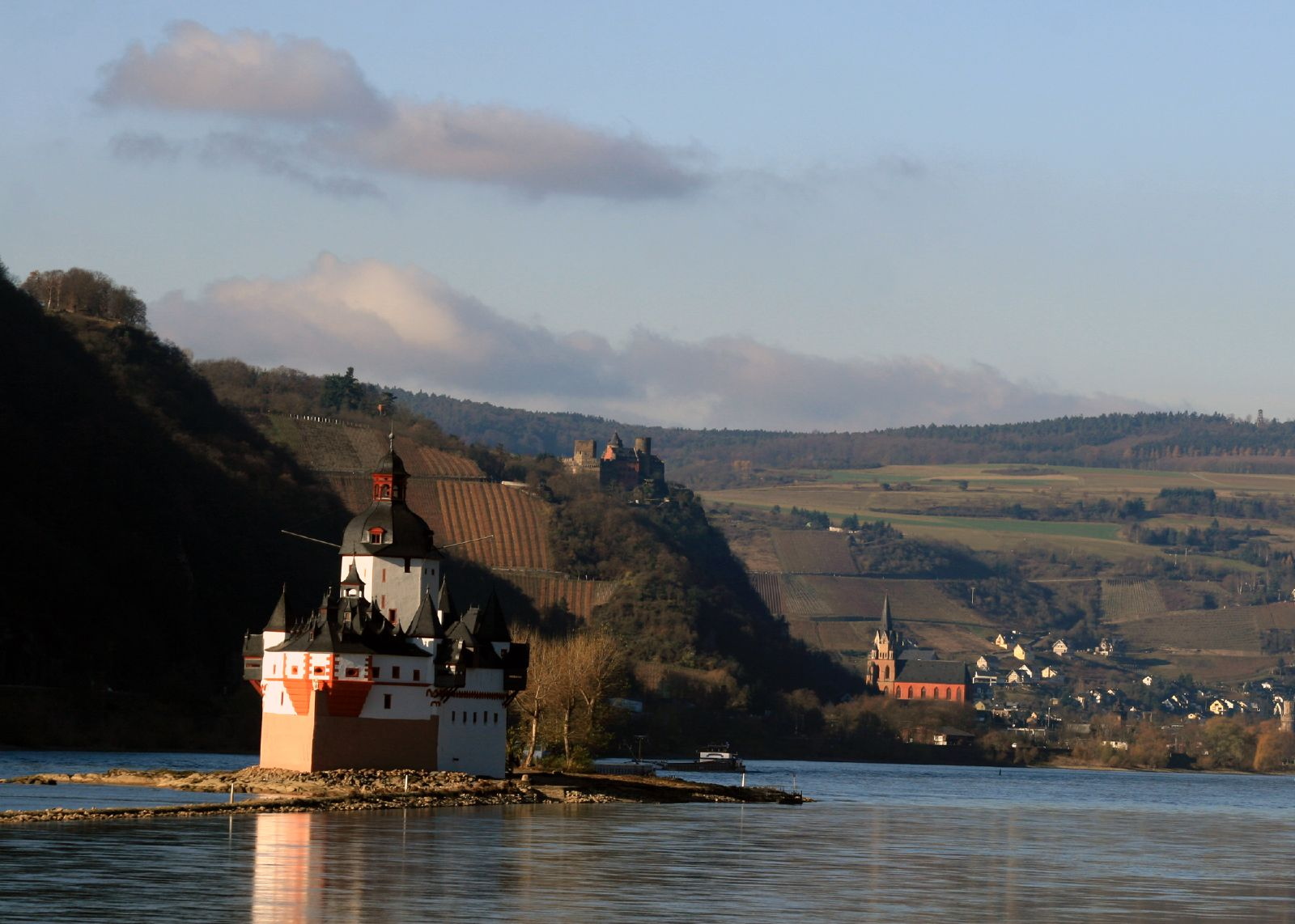
Widok na zamek od strony północnej, w głębi widoczny zamek Schönburg i kościół NMP w Oberwesel

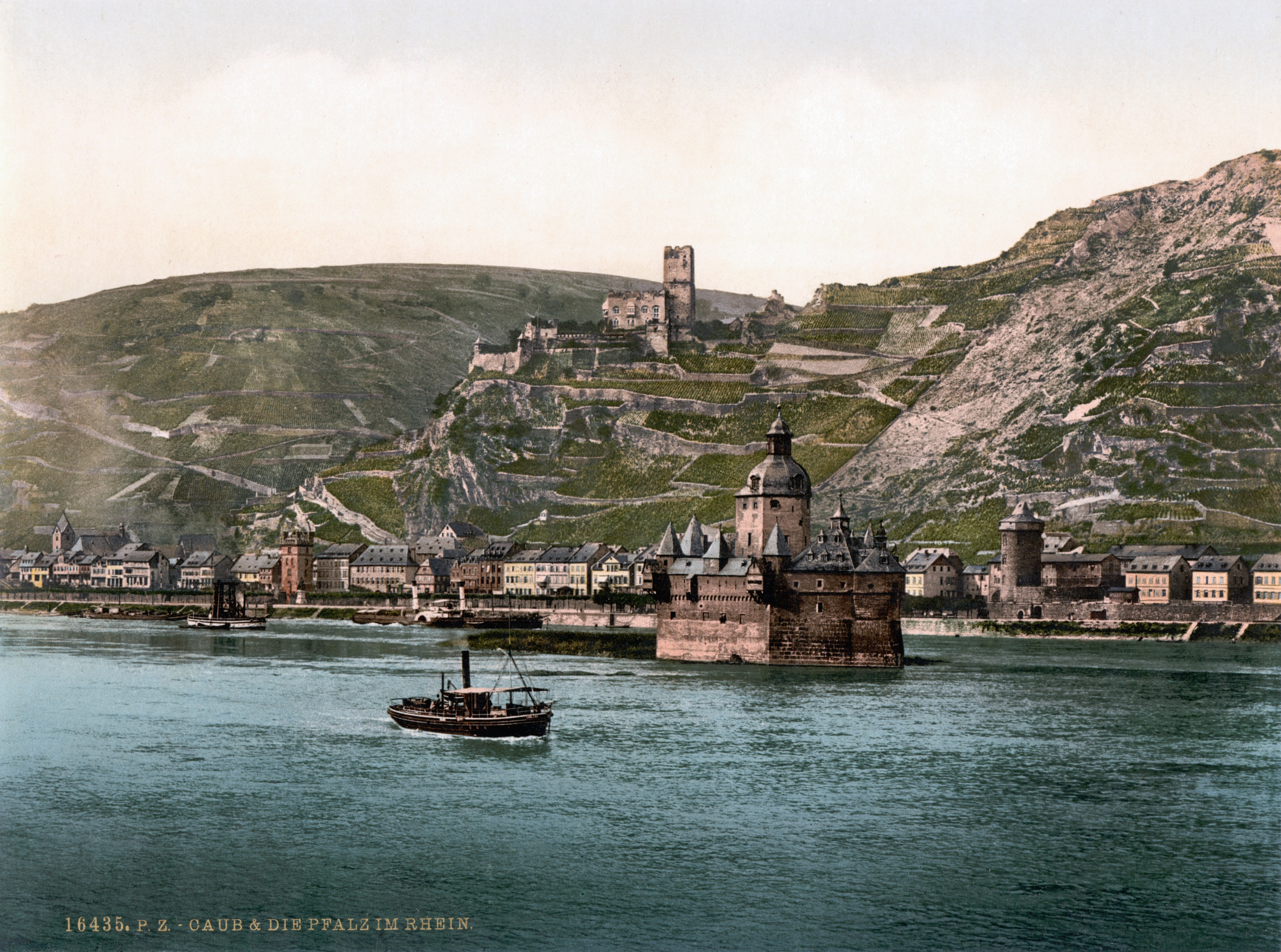
Zamki Pfalzgrafenstein i Gutenfels, widok z ok. 1900

W roku 1866 teren wraz z zamkiem zostały wcielone do Prus. Do 1867 zamek pełnił funkcję strażnicy celnej, a następnie stacji kontroli żeglugi rzecznej. Ocalały z wojennej pożogi zamek, został wcielony w 1946 do landu Nadrenia-Palatynat.
Po ostatniej wojnie, zamek który skrótowo nazywany jest „Pfalz” ostatecznie został zaadaptowany na cele muzealne. Poprzedziła to gruntowna konserwacja warowni, w wyniku której przywrócono wewnątrz średniowieczny charakter zamku. Podczas ostatniej konserwacji w 2007 przywrócono kolorystykę elewacji z XVII w.
Wraz z doliną Renu zamek został wpisany na Listę Światowego Dziedzictwa UNESCO.

## Cytat
„Kamienny okręt, wiecznie płynący na falach Renu i wiecznie leżąca kotwica miasta książąt Palatynatu” – Victor Hugo

## Architektura
Powyższa metafora nie jest przypadkowa, zawiera dużo prawdy, co potwierdza nieprzypadkowe zastosowanie form architektonicznych. Zamek został zbudowany na niewielkiej, wydłużonej wyspie, na planie wydłużonego sześcioboku, którego oś zgodna jest z kierunkiem biegu rzeki. Obecna forma zamku jest rezultatem przebudowy zamku w duchu nowożytnym, którego cechy obronne dopasowano do ówczesnych wymogów w zakresie fortyfikacji. Krótsze boki murów stykają się pod kątem ostrym, podobnie jak boki kadłuba statku, co jest jednocześnie nawiązaniem do bastionów. Przed lico murów wysunięta jest najwyższa kondygnacja i liczne wykusze z otworami strzelniczymi. Od wewnątrz do murów przylegają zabudowania tworzące wewnątrz „pokład” – dziedziniec, pośrodku którego wznosi się „maszt” – pięciokątna wieża mieszkalna, której południowa elewacja ma załamane pod kątem ostrym boki. Stanowiący główny punkt obronny sześciokąt murów obwodowych charakteryzuje się grubymi murami, które od strony dziedzińca mają liczne wnęki pełniące funkcję stanowisk strzelniczych. Pomieszczenia mieszkalne mieszczą się w wieży oraz wewnątrz południowego bastionu. Oprócz cech obronnych zamek charakteryzuje się malowniczością, charakter taki mają liczne wieżyczki wieńczące wykusze oraz lukarny.

## Galeria

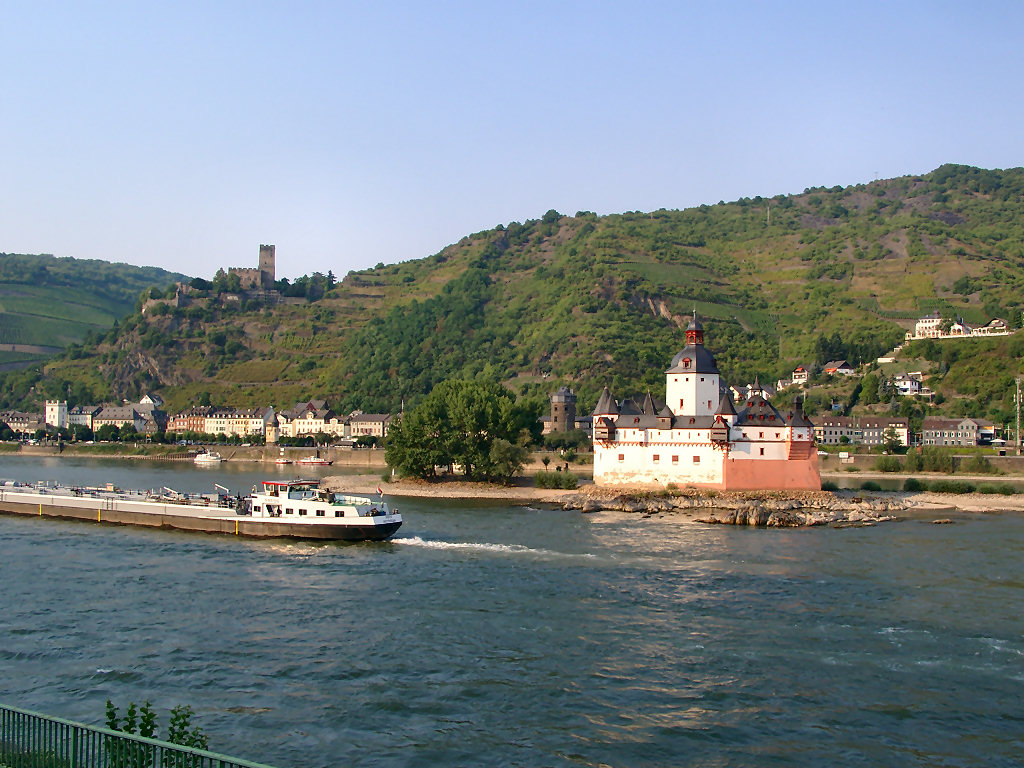
Zamki Pfalzgrafenstein i Gutenfels
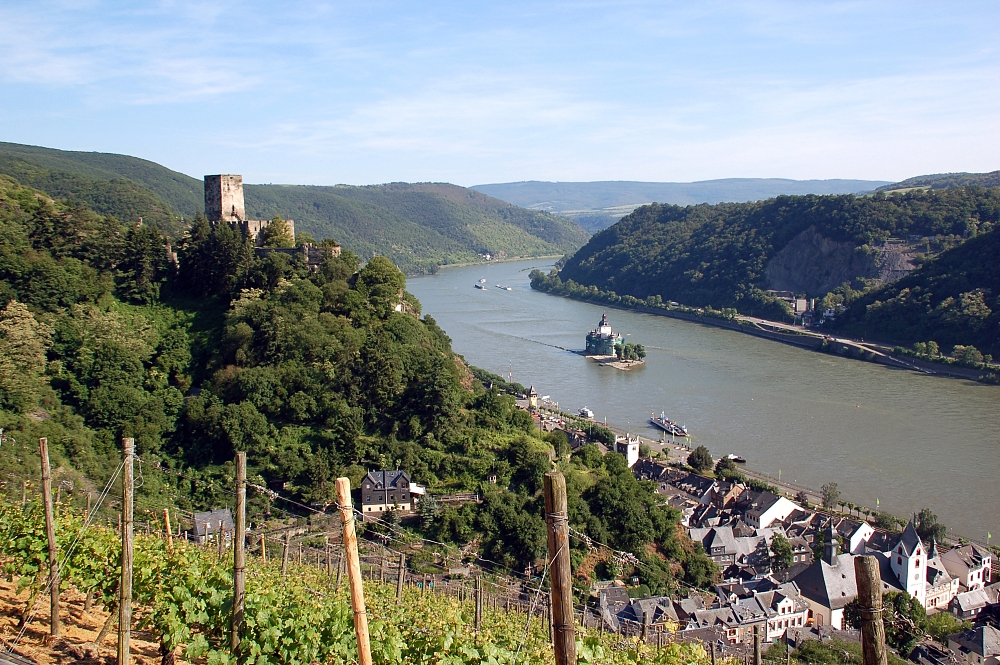
Widok na zamek od strony zamku Gutenfels
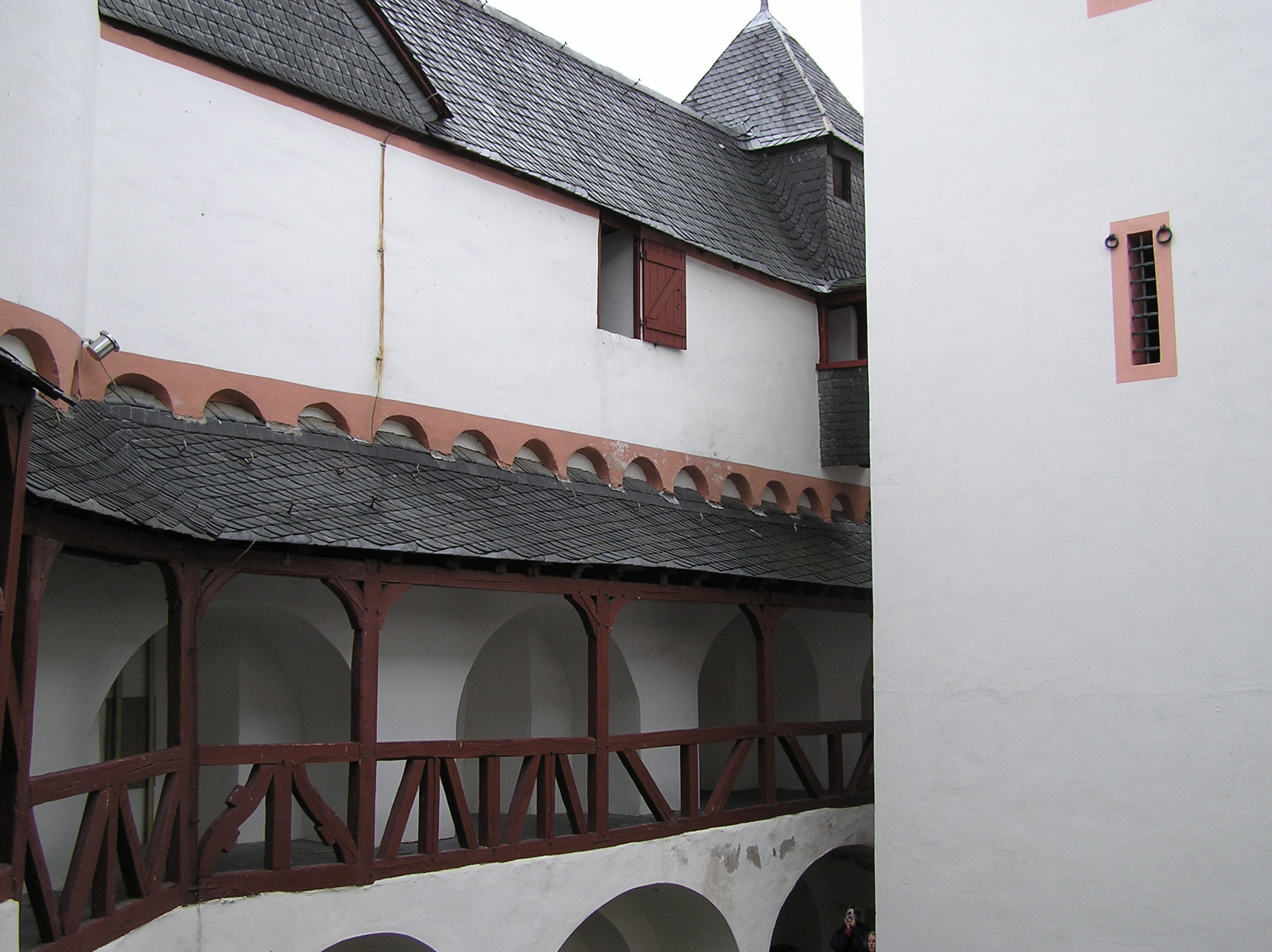
Dziedziniec
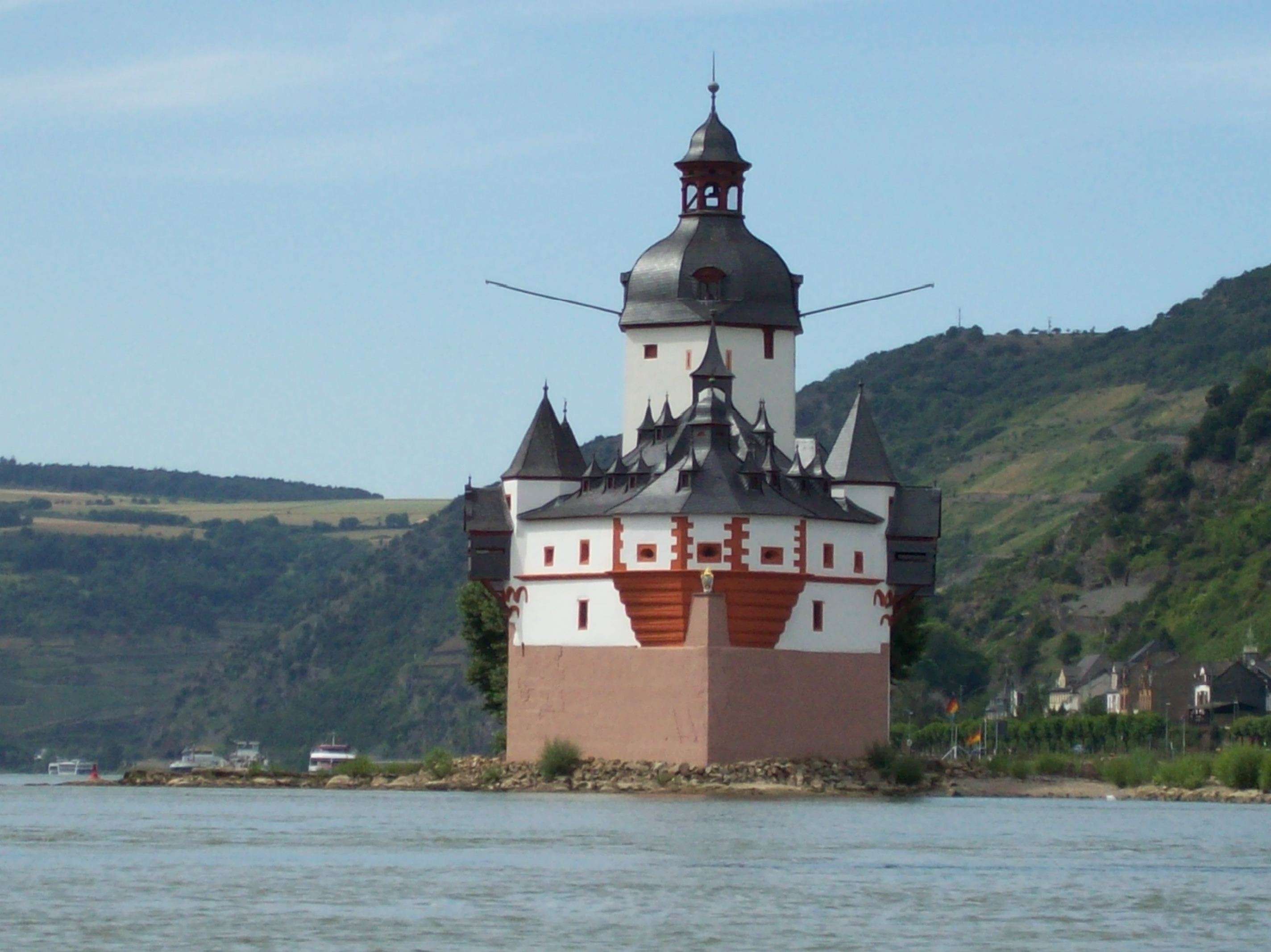
„Kamienny okręt...”